# Piotr Tworek
Piotr Tworek (Piotrków Kujawski, 10 marzo 1975) è un allenatore di calcio polacco.